# Stav, Hedesunda
Stav är en by i Hedesunda socken, Gävle kommun. Byn är känd i skriftliga källor från år 1638. Stavs skans, eller Gadeborg, en rundbyggd försvarsanläggning finns här strategiskt intill Enköpingsåsen med breda långa myrstråk på båda sidor åsen. Här har man funnit järnämnen, troligen spadjärn. Var namnet Stav kommer ifrån är oklart. En mycket osäker hypotes; hedniska platser hade "stavar". Se Hälsingelagen om Forsaringen.